# Lasiopodomys mandarinus
Lasiopodomys mandarinus és una espècie de mamífer rosegador de la família dels cricètids. Viu a Corea del Nord, Corea del Sud, Mongòlia, Rússia i la Xina. Els seus hàbitats naturals són les planes rocoses i les estepes de muntanya situades a altituds de fins a 3.000 msnm. És una espècie en risc mínim, és a dir, no sembla que hi hagi cap amenaça significativa per a la seva supervivència. El seu nom específic, mandarinus, significa ‘mandarí’ en llatí.